# Bongalo
Bongalo ist ein Ort im Quarter (Distrikt) Laborie im Süden des Inselstaates St. Lucia in der Karibik. 

## Geographie
Der Ort liegt nördlich von Balembouche auf halber Strecke nach Morne Lezard Estate im Landesinnern. Im Westen schließen sich die Orte Tete Morne und River Doree an.